# Peperomia rotundata
Peperomia rotundata är en pepparväxtart som beskrevs av Carl Sigismund Kunth. Peperomia rotundata ingår i släktet peperomior, och familjen pepparväxter. Utöver nominatformen finns också underarten P. r. glabrilimba.